# Гаран Євген
Євген Гаран (26 березня 1926, с. Берестове, Бердянський район, Запорізька область - 1 березня 2012,  Сідней, Австралія) — український письменник, поет, журналіст, педагог.

## Біографія
Вчився у середній школі в Харкові, де почав писати оповідання. В 1943 р. емігрував до Німеччини, студіював чужі мови в Ґетінґені.
Прибувши до Австралії, поселився в Сіднеї, де 1963 закінчив Педагогічний Інститут, а 1966 році — Сіднейський університет.
Викладав у середніх школах німецьку, французьку, індонезійську та українську мови. 

## Творчість
Друкував статті, рецензії і фантастичні оповідання (т. зв. «євгеніки») в журналі «На Дозвіллі» (м. Пляуен), «Арка» (Мюнхен), «Нові дні» (Торонто), в газеті «Вільна думка» і в альманасі «Новий обрій».
Окремі видання:
- Гаран Євген. Евгеніка // Альманах українського часопису „Вільна думка” та Фундації українознавчих студій в Австралії. – Сідней, 1994. – С. 184.
- Гаран Є. Знання мови // Рідні голоси з далекого континенту: Твори сучасних українських письменників Австралії / Упоряд. та передм. А. Г. Михайленка. – К.: Веселка, 1993. – С. 57-58.
- Гаран Є. Мовна електрика //Новий обрій. Альманах. – Мельбурн, 1999. – Ч. 11. – С. 97-99.

## Інтернет-ресурси
- http://ukrlife.org/main/cxid/bilajiw1_onufr.htm [Архівовано 5 червня 2008 у Wayback Machine.]